# Llengües parukotoanes
Les llengües parukotoanes són un subgrup de les llengües carib. Les llengües són parlades al Brasil, Suriname, i Guyana.

## Llengües
Les llengües parukotoanes són:
- Waiwai
- Sikiana, Hixkaryana